# Prešov (stacja kolejowa)
Prešov – stacja kolejowa w Preszowie (sł. Prešov) w powiecie Preszów, w kraju preszowskim, na Słowacji.
Na stacji znajduje się duży budynek stacyjny z poczekalnią. Perony z kostki brukowej częściowo zadaszone. Semafory świetlne. Tablice świetlne z informacjami o odjazdach/przyjazdach pociągów. Przy stacji znajdują się także lokomotywownia i wieża wodna. W 2006 stacja przeszła remont.